# Washburn (Illinois)
Washburn é uma vila localizada no estado americano de Illinois, no Condado de Marshall e Condado de Woodford.

## Demografia
Segundo o censo americano de 2000, a sua população era de 1147 habitantes.
Em 2006, foi estimada uma população de 1111, um decréscimo de 36 (-3.1%).

## Geografia
De acordo com o United States Census Bureau tem uma área de
1,9 km², dos quais 1,9 km² cobertos por terra e 0,0 km² cobertos por água. Washburn localiza-se a aproximadamente 209 m acima do nível do mar.

## Localidades na vizinhança
O diagrama seguinte representa as localidades num raio de 16 km ao redor de Washburn.